# Cucina lettone

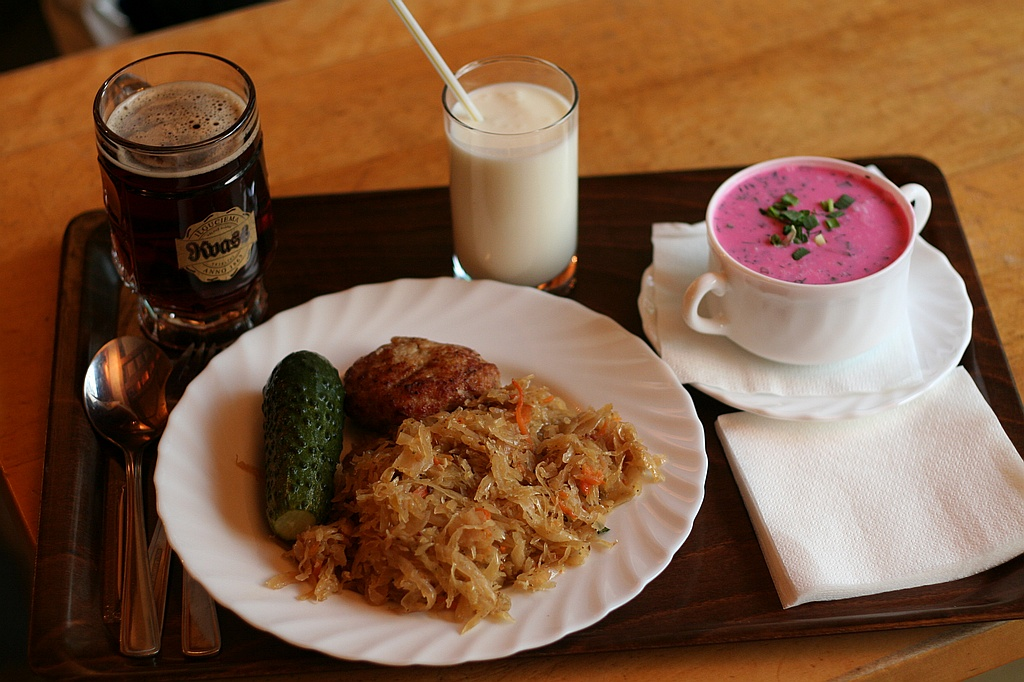
Una cena lettone.

La cucina lettone è l'espressione dell'arte culinaria della Lettonia ed è stata profondamente influenzata dalla cucina tedesca, russa e dei restanti paesi della regione baltica.

## Pasti
La popolazione lettone è solita consumare tre pasti al giorno. La colazione è leggera e consiste in sandwich o un'omelette, accompagnata con una bevanda, solitamente latte. Il pranzo è consumato da mezzogiorno alle 15.00 ed è il pasto principale della giornata, comprendendo diverse portate tra cui una zuppa come primo ed un dolce. La cena è l'ultimo pasto della giornata e comprende diverse portate. È comune la consumazione di cibi precotti o surgelati. Fra i dolci tipici della Lettonia si segnala la Alexander torte, con confettura di lamponi.

## Formaggi
Un tipico formaggio non stagionato è rappresentato dallo Jāņu siers.

## Alcolici
Tra gli alcolici vi è il Balsamo Nero di Riga, un liquore composto da piante, fiori, frutti per un totale di 25 ingredienti.